# Mirach
Mirach (abgeleitet über mirat aus arabisch مئزر, DMG miʾzar ‚Schürze‘) ist die Bezeichnung des Sterns β Andromedae (Beta Andromedae). Mirach hat eine scheinbare Helligkeit von +2,1 mag und ist ca. 200 Lichtjahre entfernt (Hipparcos-Datenbank). Mirach ist ein Roter Riese vom Spektraltyp M0 III mit einer Oberflächentemperatur von etwa 3300 Kelvin.

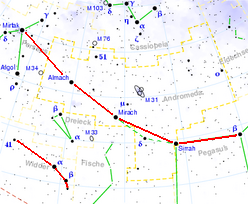
Die Fünfsternreihe mit Mirach in der Mitte

Mirach bildet nicht nur die Mitte des Sternbilds Andromeda, sondern auch der markanten Fünfsternreihe, die am Sternhimmel der Nordhalbkugel fast das ganze Jahr zu sehen ist.
Von Mirach 7–8° nordwestlich steht der bekannte Andromedanebel (M31), die große Nachbargalaxie unserer Milchstraße, die meist schon freiäugig sichtbar ist. Durch "Starhopping" findet man sie leicht über die zwei Sterne rechts oberhalb von Mirach.
Des Weiteren befindet sich Mirach auch ziemlich genau in der Mitte, wenn man eine Linie von Andromeda zum Dreiecksnebel (M33) zieht. Zusätzlich überstrahlt Mirach die Galaxie NGC 404.